# 정선 알파인 경기장
정선 알파인 경기장(영어 : Jeongseon Alpine Center)은 2018년 평창 동계 올림픽의 알파인 스키의 세부 종목이 열렸던 설상 경기장으로 대한민국 강원특별자치도 정선군 북평면 숙암리 일원에 위치한다. 평창 동계 올림픽의 활강, 복합, 슈퍼대회전 종목과 2018년 평창 동계 패럴림픽의 알파인 스키 스피드 종목이 열렸다.
이 경기장은 산림 훼손을 최소화하기 위해 예정지였던 가리왕산 중봉에서 하봉으로 변경되었다. 경기장은 일부 산림이 복원될 예정이다.

## 같이 보기
- 대한아이스하키협회